# Эмиратские башни
Эмиратские башни (араб. أبراج الإمارات‎, англ. Emirates Towers) — комплекс из двух небоскребов на  Шоссе Шейха Зайеда в городе Дубай (ОАЭ).
Комплекс состоит из 54-этажной Эмиратской офисной башни (354,6 метров) и 56-этажной Джумейра Эмирейтс Тауэрс (309 метров).